# Ministère de l'Air (Royaume-Uni)
Ne doit pas être confondu avec Ministère de l'Aviation (Royaume-Uni).
Pour l’article homonyme, voir Ministère de l'Air.
Le ministère de l'Air (en anglais : Air Ministry) est un ancien ministère du gouvernement britannique avec la responsabilité de gérer les affaires de la Royal Air Force. Il est actif de 1918 à 1964.

## Création
Pour mettre un terme aux querelles nées des prérogatives respectives des deux flottes de guerre aériennes britanniques : celles de la British Army et de la Royal Navy, le gouvernement avait créé le 15 mai 1916 une institution arbitrale, l'Air Board, présidée par Lord Curzon.
Les diverses tentatives de réorganisation de l'Air Board furent impuissantes à résoudre ses problèmes. En outre, la multiplication des raids allemands sur la Grande-Bretagne inquiétaient l'opinion publique et poussaient à une action rapide. C'est pourquoi Lloyd George, le Premier ministre, nomma une commission dirigée par le général Jan Smuts, chargée d'enquêter sur les failles de la défense antiaérienne et de revoir l'organisation de l'Air Board.
Vers la fin de la Grande Guerre, le 17 août 1917, le général Smuts lut au War Council un rapport sur l'avenir de l'aviation militaire. Compte tenu de son potentiel pour « la dévastation des territoires ennemis, la destruction des centres industriels et des foyers de population à grande échelle », il y recommandait la réforme de l'Aviation militaire pour en faire une arme d'importance comparable à la British Army et même la Royal Navy. L'aviation militaire devait dépendre d'un nouveau ministère, et le 29 novembre 1917, la loi créant l'Air Force  reçut l'approbation royale. Lord Rothermere fut nommé secrétaire d'État à l'Aviation. Au 3 janvier, l'Air Council comprenait parmi ses membres:
- Lord Rothermere, secrétaire d'État à l'Aviation, président de la commission
- Lieutenant-général David Henderson, vice-président
- général Hugh Trenchard, chef d'état-major de l'air
- général (ex contre-amiral) Mark Kerr, délégué général de l'état-major de l'air
- général  Godfrey Paine, chef du personnel
- général Sefton Brancker (en), contrôleur général de l’équipement
- William Weir, directeur de la production d'avions au sein du ministère de l'Armement
- John Hunter, administrateur des infrastructures militaires
- commandant John Lawrence Baird sous-secrétaire d’État à l'Aviation

Le ministère de l'Air se réunissait au début à l'Hotel Cecil, sur le Strand. À la fin de l'année 1919, il fut transféré à Adastral House, sur Kingsway. La création du ministère de l'Air s'accompagnait de la suppression du poste de directeur général de l'aéronautique militaire auprès de l'Army Council.

## L'entre-deux guerres: une institution coûteuse
En 1919, la RAF et le ministère de l'Air furent frappés d'une part par la démission de William Weir, d'autre part par la réduction draconienne des dépenses de défense liée à la dette abyssale du pays. Pour faire face à l'opinion publique, le Premier ministre Lloyd George décida de créer un poste de secrétaire général à l'Aviation, qui ne serait pas membre du gouvernement, et de nommer à sa tête un homme connu : le 9 janvier 1919, Winston Churchill accepta d'endosser ces fonctions. En dépit des protestations du Parlement, ce dernier réaffirma le maintien de l'unité de l'arme aérienne britannique, s'opposant en cela à la Royal Navy, qui perdait ses unités de combat aériennes ; du reste, le gouvernement décida de rattacher l'aviation civile à son administration plutôt qu'au ministère du Commerce. Tout au long de l'année 1919, Churchill persista dans ses ambitions, s'appuyant sur un Livre blanc sur l'avenir de la RAF (largement rédigé par Hugh Trenchard) : ce texte fut systématiquement appliqué dans les années qui suivirent.
Mais au mois de février 1921, Lloyd George portait Churchill à la tête du Colonial Office et le remplaça par Frederick Guest en avril. À la chute du cabinet de Lloyd George, Andrew Bonar Law devient Premier ministre et choisit Samuel Hoare comme secrétaire général de l'Aviation en octobre 1922. Son successeur, Stanley Baldwin, élève Hoare au rang de secrétaire d’État (mai 1923). Avec l'arrivée au pouvoir des Travaillistes l'année suivante, Christopher Thomson lui succède : grand partisan de l'aviation, il lance l’Imperial Airship Scheme, programme qui comprend la construction du dirigeable R101 aux ateliers royaux de Cardington.
À la chute du cabinet travailliste MacDonald (novembre 1924), Hoare reprend les fonctions de ministre de l'Aviation. Il veut développer les communications aériennes à travers tout le Commonwealth, en particulier vers l'Inde et l'Afrique du Sud. Il négocie l'octroi de subventions publiques à Imperial Airways pour que cette compagnie inaugure une ligne commerciale entre Le Caire et l'Inde. Hoare et sa femme Lady Maud honoreront de leur présence le vol inaugural 13 de jours vers Delhi : partis de l'aérodrome de Croydon le 26 décembre 1926, ils rallient la métropole indienne le 8 janvier 1927. La liaison vers Le Cap n'aboutit qu'après d'interminables tractations, en 1929, juste avant le départ du ministre ; son exploitation commerciale ne commencera qu'en 1932.
Simultanément, une priorité du général Trenchard, le chef d’état-major aérien, était d'instituer une école de pilotes de guerre à Cranwell. Les négociations sur ce point entre le ministre Hoare et le Trésor furent âpres et n'aboutirent qu'en 1929, année de la pose de la première pierre de l'école de la Royal Air Force, laquelle n'ouvrit qu'en 1934.
Mais Trenchard envisageait une université pour tous les cadres de la RAF. Hoare et surtout son premier secrétaire Geoffrey Butler, grâce à ses relations au sein du Parlement, avaient obtenu dès le mois d'octobre 1925 la création d'une École de l'Air à l'université de Cambridge, l’University Air Squadrons ; toutefois, l'institution privilégia ses collaborations avec les ingénieurs et physiciens de l'université, au détriment du caractère militaire d'une école d'officiers.
Le dernier aspect du mandat de Hoare au ministère de l'Air aura été de se concilier l'opinion publique en donnant à la RAF une image prestigieuse. Pour cela, il donna toute la publicité possible au vol transcontinental de la Noël 1926-27 vers les Indes. Il comprit également toute l'importance d'une manifestation comme la coupe Schneider et prit les dispositions pour que la RAF y joue un rôle important : les victoires de la Grande-Bretagne aux compétitions de 1927, 1929 et 1931 furent le fait de pilotes et d’équipes sponsorisées de la RAF.